# 吳泳
吳泳（?—?），字叔永，號鶴林，潼川府中江（今屬四川）人。

## 简介
生卒年皆不詳，可能出生於宋孝宗淳熙七年（1180年）左右。早年師從魏了翁，就學於蒲江鶴山書院。嘉定元年（1208年）進士，在四川地區任官，曾先後擔任四川宣撫司、四川制置司幕僚，紹定元年（1229年）入朝，擔任太府寺丞。绍定四年（1231年）擔任秘书郎，隔年，升遷為秘书丞。绍定六年（1233年），擔任著作郎。端平元年（1234年）為軍器少監，端平二年（1235年），官秘書少監兼權中書舍人、起居舍人兼權吏部侍郎。累官刑部尚書兼直學士院。嘉熙元年中（1237年）因事罷官，以朝散大夫、寶章閣學士知寧國府，嘉熙二年（1238年）罷。嘉熙三年（1239年）以寶章閣學士知溫州，因與時任浙西提舉常平馬光祖不和，嘉熙四年（1240年）去職，可能一度將被任命知泉州，隨即因受御史濮斗南批評，未能獲任。此後長期在野。據信淳祐五年（1245年），因史嵩之去位，重新被授予寶章閣學士知泉州，未就任，隨即受命知隆興府。《宋史》稱終官寶章閣學士知泉州，有誤。著有《鶴林集》，已佚。四庫館臣據《永樂大典》輯為四十卷。《四庫全書總目提要》稱「在西蜀文士中，繼魏了翁《鶴山集》後，固無多讓也。」
吳泳是南宋晚期，重要的四川籍理學家，他的親家高定子是魏了翁的同產兄，因此他與魏了翁除是師生，也是姻親。在四川任官期間，曾受崔與之提拔。入朝後，除了積極與朱學門人結交，也與南宋晚期的重要官員往來，如吳潛、吳淵兄弟、徐清叟、徐榮叟兄弟、李宗勉、杜範。他寫給胡穎的信件則暗示他與趙范家族也有聯繫。他也與四川籍士大夫維持長期友誼，如李燾的兒子李埴（悅齋）、謝方叔、李心傳兄弟。
吳泳在朝以文詞華麗、敢言耿直著稱，與洪咨夔同為端平年間重要的詞臣。他也參與多次戰略會議，並不斷要求朝廷重視四川國防問題。他與史嵩之不和，受到排擠，仕途並不得意。因為四川在宋蒙戰爭期間，遭受嚴重破壞，吳泳的故鄉中江縣也是戰區，他離朝後定居於湖州，此地也是許多蜀籍士人避難之所。

## 延伸阅读
[在维基数据编辑]
 《宋史·卷423》，出自脱脱《宋史》